# Canarium patentinervium
Canarium patentinervium là một loài thực vật có hoa trong họ Burseraceae. Loài này được Miq. mô tả khoa học đầu tiên năm 1861.